# Markus Gisdol
Markus Gisdol (nacido el 17 de agosto de 1969) es un exfutbolista y entrenador de fútbol alemán. Actualmente está libre tras dejar el FC Lokomotiv Moscú de la Liga Premier de Rusia.

## Trayectoria

### Como jugador
Gisdol fue un mediocampista cuya trayectoria transcurrió por modestos equipos alemanes. Debutó con el SC Geislingen en 1987, y tras pasar por el SSV Reutlingen, volver al SC Geislingen y fichar por el FC Pforzheim, se retiró con el SpVgg Au/Iller en 1996.

### Como entrenador
Inicios
Gisdol comenzó su carrera como entrenador en 1997, al frente del TSG Salach. Posteriormente dirigió a varios modestos equipos alemanes, incluyendo a dos filiales: el VfB Stuttgart II y el TSG 1899 Hoffenheim II.
Asistente en el Schalke 04
En la temporada 2011-12 y parte de la 2012-13, fue asistente de Huub Stevens en el FC Schalke 04.
Hoffenheim
El 2 de abril de 2013, Gisdol fue nombrado nuevo técnico del TSG 1899 Hoffenheim, sustituyendo a Marco Kurz. En las 6 últimas jornadas de la temporada 2012-13, logró sacar al equipo de Sinsheim de los puestos de descenso directo, y salió victorioso del "play-off" de permanencia. La Bundesliga 2013-14 fue mucho menos sufrida, ya que el Hoffenheim terminó como 9.º clasificado.
El 16 de abril de 2015, Gisdol renovó su contrato con el TSG 1899 Hoffenheim hasta 2018, antes de concluir la Bundesliga en un cómodo 8.º lugar, habiendo ocupado las posiciones de cabeza durante la primera mitad del campeonato.
El 26 de octubre de 2015, Gisdol fue destituido después de 10 jornadas de la 1. Bundesliga 2015-16 en las que el equipo sólo fue capaz de sumar 6 puntos, ocupando la 17.ª posición de la tabla.
Hamburgo S.V.
El 25 de septiembre de 2016, fue contratado por el Hamburgo S.V.. Logró sacar al equipo alemán de los puestos de descenso en la segunda vuelta de la Bundesliga, y finalmente obtuvo la permanencia en la última jornada. No obstante, terminó siendo despedido el 21 de enero de 2018, tras sumar 4 derrotas consecutivas, una de ellas contra un rival directo como el Colonia, dejando a los Rothosen en la penúltima posición tras 19 jornadas de la Bundesliga.
F. C. Colonia
El 18 de noviembre de 2019, se incorporó al F. C. Colonia. Logró la permanencia en la Bundesliga y continuó en el cargo hasta el 12 de abril de 2021, cuando fue cesado en sus funciones tras sumar 2 puntos en los 8 últimos partidos.
Lokomotiv Moscú
Posteriormente, el 10 de octubre de 2021, firmó por el FC Lokomotiv Moscú; al que dirigió hasta que presentó la dimisión el 1 de marzo de 2022.

## Clubes

### Como jugador
| Club            | País     | Año       |
| --------------- | -------- | --------- |
| SC Geislingen   | Alemania | 1987-1990 |
| SSV Reutlingen  | Alemania | 1990-1992 |
| SC Geislingen   | Alemania | 1992-1993 |
| 1. FC Pforzheim | Alemania | 1993-1994 |
| SpVgg Au/Iller  | Alemania | 1994-1996 |

### Como entrenador
Actualizado al 12 de abril de 2021.
| Club                      | País     | Año       | P  | PG | PE | PP | % v.  |
| ------------------------- | -------- | --------- | -- | -- | -- | -- | ----- |
| TSG Salach                | Alemania | 1997-1999 |    |    |    |    |       |
| FTSV Kuchen               | Alemania | 2000-2002 |    |    |    |    |       |
| SC Geislingen             | Alemania | 2002-2005 |    |    |    |    |       |
| VfB Stuttgart II          | Alemania | 2005-2007 |    |    |    |    |       |
| SG Sonnenhof Großaspach   | Alemania | 2007      | 14 | 6  | 4  | 4  | 42.86 |
| SSV Ulm 1846              | Alemania | 2008-2009 | 34 | 13 | 14 | 7  | 38.24 |
| TSG 1899 Hoffenheim II    | Alemania | 2009-2011 | 57 | 33 | 13 | 11 | 57.89 |
| FC Schalke 04 (asistente) | Alemania | 2011-2012 | 63 | 34 | 14 | 15 | 53.97 |
| TSG 1899 Hoffenheim       | Alemania | 2013-2015 | 96 | 35 | 24 | 37 | 36.46 |
| Hamburgo S.V.             | Alemania | 2016-2018 | 52 | 16 | 10 | 26 | 30.77 |
| F. C. Colonia             | Alemania | 2019-2021 | 54 | 15 | 14 | 25 | 27.78 |
| FC Lokomotiv Moscú        | Rusia    | 2021-2022 |    |    |    |    |       |